# Yalçıdibi, Manavgat
Yalçıdibi là một xã thuộc huyện Manavgat, tỉnh Antalya, Thổ Nhĩ Kỳ. Dân số thời điểm năm 2011 là 255 người.